# John Wheeler Bunton
John Wheeler Bunton (* 22. Februar 1807 im Sumner County, Tennessee; † 24. August 1879 in Mountain City, Texas) war ein US-amerikanischer Jurist, Siedler, Offizier und Politiker.

## Werdegang
John Wheeler Bunton, Sohn von Phoebe Desha und Joseph Robert Bunton, wurde 1807 im Sumner County geboren. Über seine Jugendjahre ist nichts bekannt. Er besuchte das Princeton College in Kentucky und studierte Jura in Gallatin (Tennessee). 1833 zog er nach Texas, was damals noch Teil von Mexiko war, und ließ sich zuerst in San Felipe (Austin County) nieder. Bald darauf zog er nach Mina, dem heutigen Bastrop (Bastrop County), wo er am 17. Mai 1835 zum Secretary des lokalen Committee of Safety gewählt wurde. Solche Ausschüsse, welche damals seit kurzem zum Schutz vor Indianern gebildet wurden, waren der erste Schritt zu der Unabhängigkeit von Texas. Bunton vertrat Mina bei der Konvention von 1836 in Washington, wo er die Unabhängigkeitserklärung von Texas mitunterzeichnete, und war Mitglied im Ausschuss, welches die Verfassung der neuen Republik entwarf.
Er war First Sergeant in der Kompanie der Mina Volunteers unter Robert M. Coleman. Für die Belagerung von Bexar zwischen dem 5. und 10. Dezember 1835 war Bunton der Kompanie von Captain John York zugeteilt. Nach seiner ehrenhaften Entlassung trat er am 28. März 1836 in die Armee von Texas ein. Bei der Schlacht von San Jacinto diente er im Stab von General Sam Houston in der Kompanie der Mina Volunteers unter Captain Jesse Billingsley. Danach kehrte er zu sich nach Haus zurück. Vom 3. Oktober bis zum 21. Dezember 1836 vertrat er dann das Bastrop County im Repräsentantenhaus des ersten Kongresses der Republik Texas.
Im Frühjahr 1836 kehrte er nach Gallatin (Tennessee) zurück, wo er seine Jugendliebe Mary Howell (1816–1862) heiratete. Im April 1836 zogen die Buntons, begleitet von 140 Freunden und Sklaven, in Richtung Texas. In New Orleans (Louisiana) gingen sie an Bord der Julius Caesar mit einer Ladung im Wert von 30.000 Dollar. In der Nähe der Küste von Texas wurde das Schiff am 12. April 1836 von den Mexikanern gekapert und nach Matamoros (Coahuila) in Mexiko gebracht, wo alle Passagiere drei Monate lang inhaftiert wurden. Nach ihrer Freilassung kehrten die Buntons und andere Passagiere nach Tennessee zurück. Bunton führte bald darauf eine andere Gruppe nach Texas an. Sie erreichten Indianola in der Matagorda Bay mittels eines Schiffes. Während er im Austin County lebte, wurde er in das Repräsentantenhaus des dritten Kongresses der Republik Texas gewählt. Ihm werden die Gesetzesvorlagen betreffend der Schaffung der Texas Rangers, der Errichtung des Postdienstes und des Justizsystems gutgeschrieben. 1840 ließ er sich auf einer Farm am Cedar Creek im Bastrop County nieder, wo er 17 Jahre lang lebte. Er zog dann 1857 nach Mountain City, wo er dem Rindergeschäft nachging. Von Bunton stammte die bekannte Truthahnfuß-Handelsmarke, welche im Hays County registriert wurde.
Bunton trat in die First Christian Church in Lockhart ein und wurde im Walnut Creek im Caldwell County getauft. Er war ein sehr großer Mann. Seine Familienmitglieder sagten, dass es notwendig war den Walnut Creek zu stauen, um ausreichend Wasser zu bekommen, um ihn unterzutauchen. Bunton war Mitglied der Texas Veterans Association und Gründungsmitglied der Philosophical Society of Texas. Die Buntons hatten fünf Söhne und eine Tochter. Am 16. September 1862 verstarb seine Ehefrau Mary. Nach ihrem Tod heiratete er am 26. Juli 1865 Hermine C. Duval im Bastrop County. Er verstarb bei sich zu Hause am 24. August 1879 und wurde dann auf dem Robinson Cemetery neben seiner ersten Ehefrau beigesetzt. In Anerkennung seiner Dienste für Texas wurden am Unabhängigkeitstag von Texas, den 2. März 1932, die sterblichen Überreste von John Wheeler und Mary Howell Bunton exhumiert und unter der Schirmherrschaft der Daughters of the Republic of Texas auf dem State Cemetery in Austin beigesetzt.